# Miłosławice (gromada)
Miłosławice – dawna gromada, czyli najmniejsza jednostka podziału terytorialnego Polskiej Rzeczypospolitej Ludowej w latach 1954–1972.
Gromady, z gromadzkimi radami narodowymi (GRN) jako organami władzy najniższego stopnia na wsi, funkcjonowały od reformy reorganizującej administrację wiejską przeprowadzonej jesienią 1954 do momentu ich zniesienia z dniem 1 stycznia 1973, tym samym wypierając organizację gminną w latach 1954–1972.
Gromadę Miłosławice z siedzibą GRN w Miłosławicach utworzono – jako jedną z 8759 gromad na obszarze Polski – w powiecie wągrowieckim w woj. poznańskim, na mocy uchwały nr 40/54 WRN w Poznaniu z dnia 5 października 1954. W skład jednostki weszły obszary dotychczasowych gromad Jaroszewo, Jaworówko, Miłosławice i Pląskowo oraz miejscowość Kłodzin (bez obszaru włączonego w skład nowo utworzonej gromady Łopienno) z dotychczasowej gromady Kłodzin ze zniesionej gminy Mieścisko w tymże powiecie. Dla gromady ustalono 11 członków gromadzkiej rady narodowej.
1 stycznia 1959 z gromady Miłosławice wyłączono miejscowości Jaroszewo, Pląskowo i Pląskówko, włączając je do gromady Popowo Kościelne w tymże powiecie, po czym gromadę Miłosławice zniesiono, a jej (pozostały) obszar włączono do gromady Mieścisko tamże.